# Нор-Норк
Нор-Норк (арм. Նոր Նորք) — административный район Еревана. Нор-Норк имеет общие границы с административными районами Канакер-Зейтун, Норк-Мараш и Кентрон с запада, Аван с севера и Эребуни с юга. Внешней границей примыкает к Котайкской области. Нор Норк разделён на 9 микрорайонов и микрорайон Багреванд.

## Общие сведения
Община Нор-Норк образовалась в 1966 году. Самая высокая точка столицы — холм у церкви Святого Саркиса в общине Нор-Норк, на высоте 1370 метров над уровнем моря.
В общине Нор-Норк 671 многоквартирных домов, 20 школ и 1 спецшкола, лицей Анании Ширакаци, 22 детских сада, 2 колледжа, 1 профессионально-техническое училище, центральная библиотека, культурный центр, 1 музыкальная и 1 школа искусств, Военная академия имени Вазгена Саркисяна, 4 спортивные школы, учебно-методический, научно-производственный центр, медицинский центр «Святой Григор Лусаворич», 3 поликлиники, музей Нансена, 2 научно-исследовательских института, 34 строительно-транспортных предприятия, 11 узлов связи, 4 подземных перехода, 3 бассейна, 19 спортивных сооружений, 24 приюта.
Среди историко-культурных ценностей города — 29 памятников, 10 памятников, 15 статуй, 6 надгробий в общине. 4 хачкара и 1 канал.
В Нор-Норке расположены Ереванский аквапарк, Авангард-Моторс, Евротерм, Хай Кола, Гапекс, Гипс ОАО, Автоматизация, Ван, Коннект, Электромаш, Прогресс, Лазерное оборудование, Элте пиркал, Сигарон, Нейрон, Селена и другие.

## Достопримечательности
- Церковь Святого Саркиса
- Ереванский зоопарк,
- Ереванский аквапарк
- Парк Нансена

## Историко-архитектурные объекты
Список объектов, находящиеся под охраной государства:
| Название                       | Оригинальное название       | Изображение | Дата постройки                                                                | Адрес                         | Примечания |
| ------------------------------ | --------------------------- | ----------- | ----------------------------------------------------------------------------- | ----------------------------- | ---------- |
| Первобытное поселение Нор Норк | арм. ԲԱՑՕԹՅԱ ԿԱՅԱՆ ՆՈՐ ՆՈՐՔ |             | каменный век                                                                  | возле шоссе Нор Норк-Аван     |            |
| Первобытное поселение Джрвеж   | арм. ԲԱՑՕԹՅԱ ԿԱՅԱՆ ՋՐՎԵԺ    |             | каменный век                                                                  | в южной части квартала Джрвеж |            |
| Крепость Агвесаберд            | арм. ԱՂՎԵՍԱԲԵՐԴ             |             | основан в II тысячелетии до н. э., перестраивался в II—IV веках и IХ-XI веках |                               |            |
| Наскальные рисунки             | арм. ԺԱՅՌԱՊԱՏԿԵՐՆԵՐ         |             | II тысячелетие до н. э.                                                       |                               |            |
| Наскальные рисунки             | арм. ԺԱՅՌԱՊԱՏԿԵՐՆԵՐ         |             | II тысячелетие до н. э.                                                       |                               |            |
| Вишапакар 1                    | арм. ՎԻՇԱՊԱՔԱՐ              |             | II тысячелетие до н. э.                                                       |                               |            |
| Вишапакар 2                    | арм. ՎԻՇԱՊԱՔԱՐ              |             | II тысячелетие до н. э.                                                       |                               |            |
| Надгробие 1                    | арм. ՏԱՊԱՆԱՔԱՐ              |             | XVI век                                                                       |                               |            |
| Надгробие 2                    | арм. ՏԱՊԱՆԱՔԱՐ              |             | XVI век                                                                       |                               |            |
| Надгробие 3                    | арм. ՏԱՊԱՆԱՔԱՐ              |             | XVI век                                                                       |                               |            |
| Надгробие 4                    | арм. ՏԱՊԱՆԱՔԱՐ              |             | XVI век                                                                       |                               |            |
| Надгробие 5                    | арм. ՏԱՊԱՆԱՔԱՐ              |             | XVI век                                                                       |                               |            |